# Rhododendron lowii
Rhododendron lowii är en ljungväxtart som beskrevs av Joseph Dalton Hooker. Rhododendron lowii ingår i släktet rododendron, och familjen ljungväxter. Inga underarter finns listade i Catalogue of Life.

## Bildgalleri

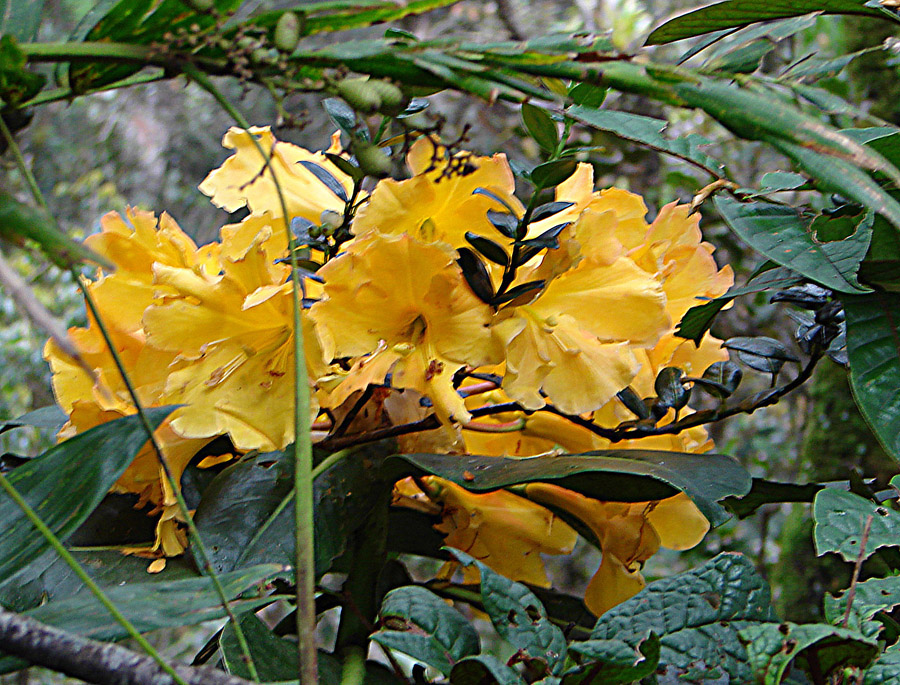